# Premio Bram Stoker alla raccolta poetica
Il premio Bram Stoker alla raccolta poetica (Bram Stoker Award for Superior Achievement in a Poetry Collection) è un premio letterario assegnato dal 2000 dalla Horror Writers Association (HWA) ad una raccolta poetica «di qualità superiore» (Superior Achievement in a Poetry Collection e non Best Poetry Collection).

## Albo d'oro
L'anno si riferisce al periodo di pubblicazione preso in considerazione, mentre i premi sono assegnati l'anno successivo.
I vincitori sono indicati in grassetto, a seguire gli altri candidati.

### Anni 2000-2009
- 2000: A Student of Hell di Thomas Piccirilli
  - Paratabloids di Michael Arnzen
  - The Complete Accursed Wives di Bruce Boston
  - Burial Plot in Sagittarius di Sandy DeLuca
- 2001: Consumed, Reduced to Beautiful Grey Ashes di Linda Addison
  - White Space di Bruce Boston
  - What the Cacodaemon Whispered di Chad Hensley
  - Taunting the Minotaur di Charlee Jacob
- 2002: The Gossamer Eye di  Mark McLaughlin, Rain Graves e David Niall Wilson
  - Night Smoke di Bruce Boston e Marge Simon
  - Guises di Charlee Jacob
  - This Cape Is Red Because I've Been Bleeding di Stephen KingThomas Piccirilli
- 2003: Pitchblende di Bruce Boston
  - Gorelets: Unpleasant Poems di Michael Arnzen
  - Final Girl di Daphne Gottlieb
  - Cardinal Sins di Charlee Jacob
  - Professor LaGungo's Exotic Artifacts & Assorted Mystic Collectibles di Mark McLaughlin
  - Artist of Antithesis di Marge Simon
- 2004: The Women at the Funeral di Corrine de Winter
  - The Desert di Charlee Jacob
  - Men Are From Hell, Women Are From The Galaxy Of Death di Mark McLaughlin
  - Waiting my Turn to go Under the Knife di Thomas Piccirilli
- 2005: Freakcidents di Michael Arnzen e Sineater di Charlee Jacob (ex aequo)
  - The Shadow City di Gary W. Crawford
  - Seasons: A Series of Poems Based on the Life and Death of Edgar Allan Poe di Daniel Shields
- 2006: Shades Fantastic di Bruce Boston
  - Valentine: Short Love Poems di Corrine de Winter
  - The Troublesome Amputee di John Edward Lawson
  - Songs of a Sorceress di Bobbi Sinha-Morey
  - Basic Black: Tales of Appropriate Fear di Terry Dowling
- 2007: non assegnato
  - Being Full of Light, Insubstantial di Linda Addison
  - VECTORS: A Week in the Death of a Planet di Charlee Jacob e Marge Simon
  - Heresy di Charlee Jacob
  - PHANTASMAPEDIA di Mark McLaughlin
  - Ossuary di JoSelle Vanderhooft
- 2008: The Nightmare Collection di Bruce Boston
  - The Phantom World di Gary William Crawford
  - Virgin of the Apocalypse di Corrine De Winter
  - Attack of the Two-Headed Poetry Monster di Mark McLaughlin e Michael McCarty
- 2009: Chimeric Machines di Lucy A. Snyder
  - Barfodder di Rain Graves
  - Double Visions di Bruce Boston
  - North Left of Earth di Bruce Boston

### Anni 2010-2019
- 2010: Dark Matters di Bruce Boston
  - Wild Hunt of the Stars di Ann K. Schwader
  - Diary of a Gentleman Diabolist di Robin Spriggs
  - Vicious Romantic di Wrath James White
- 2011: How to Recognize a Demon Has Become Your Friend di Linda Addison
  - At Louche Ends: Poetry for the Decadent, the Damned & the Absinthe-Minded di Maria Alexander
  - Surrealities di Bruce Boston
  - Shroud of Night di G. O. Clark
  - The Mad Hattery di Marge Simon
  - Unearthly Delights di Marge Simon
- 2012: Vampires, Zombies & Wanton Souls di Marge Simon
  - Dark Duet di Linda Addison & Stephen M. Wilson
  - Lovers & Killers di Mary Turzillo
  - Notes from the Shadow City di Bruce Boston & Gary William Crawford
  - A Verse to Horrors di Michael R. Collings
- 2013: Four Elements di Marge Simon, Rain Graves, Charlee Jacob & Linda Addison
  - Dangerous Dreams di Marge Simon & Sandy DeLuca
  - Dark Roads: Selected Long Poems 1971-2012 di Bruce Boston
  - Hysteria: A Collection of Madness di Stephanie M. Wytovich
  - The Sex Lives of Monsters di Helen Marshall
- 2014: Forgiving Judas di Tom Piccirilli
  - Fearworms: Selected Poems di Robert Payne Cabeen
  - Mourning Jewelry di Stephanie M. Wytovich
  - Sweet Poison di Marge Simon & Mary Turzillo
  - Venus Intervention di Corrine De Winter & Alessandro Manzetti
- 2015: Eden Underground di Alessandro Manzetti
  - Resonance Dark and Light di Bruce Boston
  - Dark Energies di Ann Schwader
  - Naughty Ladies di Marge Simon
  - An Exorcism of Angels di Stephanie M. Wytovich